# Controlled Air Flow

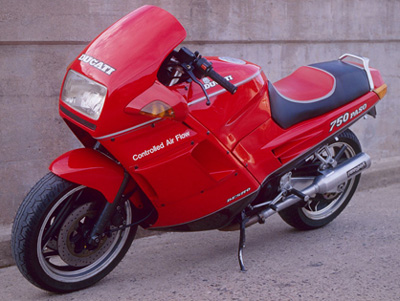

CAF staat voor: Controlled Air Flow.
Dit was een luchtgeleidingssysteem in de stroomlijnkuip van de Ducati Paso-motorfietsen. In eerste instantie (bij de introductie van de Paso 750) werd gezegd dat het de warme lucht bij de rijder weg moest houden, later (bij de Paso 906) moest de achterste cilinder erdoor gekoeld worden, hoewel dit type de watergekoelde cilinders van de Ducati 851 had.
Door de toepassing van de grote stroomlijnkuip moest de Ducati Paso worden voorzien van oliekoelers, die van koellucht voorzien moesten worden. De afvoer van deze koellucht moest buiten de kuip geschieden om te voorkomen dat het motorblok en de dubbele Weber-carburateur deze warme en zuurstofarme lucht moesten verwerken. Daarnaast moest de vorm van de koelluchtuitlaat zo gekozen worden, dat de rijder niet door de warme lucht gehinderd werd.